# Larrousse LH95
Larrousse LH95 è un prototipo di monoposto di Formula 1 progettato dagli ingegneri Robin Herd, Tino Belli e Michel Têtu per il team Larrousse con lo scopo di partecipare alla stagione di Formula 1 1995.  
In origine, la vettura avrebbe dovuto essere equipaggiata con un motore Ford-Cosworth V8 DFV. I piloti designati sarebbero stati i francesi Christophe Bouchut ed Éric Bernard. Ad ogni modo, la ormai compromessa situazione finanziaria della squadra transalpina non fece concretizzare il debutto in pista, previsto per il Gran Premio di San Marino 1995, dato che la Larrousse dichiarò bancarotta.

## Sviluppo
La Larrousse è stata progettata dal capo designer Larrousse Robin Herd nel 1994, durante l'ultima stagione del team in Formula 1. Tuttavia, a causa dei fondi ridotti del team, ne è stato costruito solo un esemplare che non ha mai gareggiato.
Il team è stato iscritto per la stagione 1995. Larrousse, dopo aver fallito il tentativo di collaborare con DAMS, ordinò che il telaio della Larrousse LH94, utilizzata l'anno precedente, fosse modificato per soddisfare le nuove norme tecniche per il 1995. Nello stesso periodo attendeva un supporto finanziario al team dal governo francese come mezzo per compensare la cosiddetta "Legge di Evin", la quale aveva vietato possibili entrate derivanti dalla sponsorizzazione di tabacco e alcol.
Nel frattempo, Larrousse è stato costretto a vendere la sua partecipazione di maggioranza della squadra ai connazionali Laurent Barlesi e Jean Massoudi. Durante questo periodo, sono stati proposti come possibili piloti Érik Comas, Emmanuel Collard, Elton Julian, Éric Hélary, Emmanuel Clérico, Paul Belmondo, Christophe Bouchut e Éric Bernard. Infine, i piloti iscritti erano Éric Bernard e Christophe Bouchut, con Éric Hélary come collaudatore. Due settimane prima della gara d'apertura della stagione in Brasile è stato annunciato che Larrousse non avrebbe ricevuto denaro dal governo. La settimana seguente il team ha scelto di non partecipare in Brasile e Argentina dopo essere giunto alla conclusione che sarebbe stata una scelta migliore concentrarsi sulla costruzione di una nuova monoposto piuttosto che sull'aggiornamento della LH94, in sé obiettivo costoso e difficile da raggiungere. È stata anche aperta una trattativa con Peugeot per la fornitura dei motori, la quale non andò a buon fine. La situazione del team è rimasta estremamente difficile: anche Cosworth, infatti, ha rifiutato di fornire i motori senza ricevere un compenso. Gli ex soci di Gérard Larrousse, Patrick Tambay e Michael Golay, hanno intrapreso un'azione legale contro di lui in Francia e il supporto pianificato da Petronas dipendeva dalla partecipazione della scuderia in un Gran Premio. Una settimana prima del Gran Premio di San Marino Larrousse ha annunciato il ritiro della sua squadra dalla F1, incolpando terzi per il mancato ottenimento dei finanziamenti promessi. La Larrousse figurava ad ogni modo nella lista dei partecipanti per il Gran Premio di San Marino, anche se non si presentarono. Larrousse ha annunciato l'intenzione di tornare allo sport per il 1996 ma i debiti e le azioni legali del team da parte di ex partner, piloti e fornitori hanno reso impossibile tale ritorno.

## Piloti
Gerard Larrousse, proprietario del team Larrousse, aveva scelto Éric Bernard e Christophe Bouchut.